# Constance Smedley
Pour les articles homonymes, voir Smedley.
Anne Constance Smedley, puis Armfield, (20 juin 1876 - 9 mars 1941) est une artiste britannique, dramaturge, auteur et fondatrice de l'Association internationale des clubs Lyceum.

## Biographie
Constance Smedley est née à Handsworth, près de Birmingham en 1876, aînée des trois enfants de William Thomas et Annie Elizabeth Smedley. Elle fait ses études secondaires à la King Edward VI High School, puis s'inscrit à la Birmingham School of Art. Smedley vit avec un sévère handicap physique qui proviendrait de la poliomyélite contractée dans son enfance. Malgré quelques succès artistiques, son intérêt se tourne vers l'écriture de pièces de théâtre.
En 1909, elle épouse l'artiste Maxwell Armfield. Elle est la cousine germaine de son ami et collègue artiste William Smedley-Aston. Comme beaucoup d'entre eux ayant des liens avec le mouvement Arts and Crafts à Birmingham, ils s'installent dans les Cotswolds. Au recensement de 1911, ils apparaissent tous les deux comme résidant à Minchinhampton dans le Gloucestershire. Le couple travaille ensemble pour allier design, illustration, texte et théâtre. Constance Armfield a également influencé son époux pour qu'il devienne une pacifiste et adepte de la Science chrétienne.
Constance Smedley est une auteure prolifique d'une quarantaine de livres.

## Fondation du Lyceum Cub
Constance Smedley est gênée d'être une femme membre d'un club (en) d'écrivains masculins. Elle fait une démarche auprès du club, avec le soutien de Christina Gowans Whyte, Elsa Hahn, Violet Alcock, et d'une Américaine, Jessie Trimble pour obtenir une modification du club mais sa demande est refusée. Elle se rend compte que les femmes ont besoin d'un club respectable qui offre une bonne hospitalité et d'un endroit où elles peuvent recevoir sans avoir à inviter des gens chez elles. Elle forme un comité pour fonder un nouveau club, mais, bien qu'elle ait écrit à 60 écrivains, ils ne trouvent que deux adhérents supplémentaires. Le père de Smedley propose de financer un club-house si elle peut trouver 1 000 membres.
Jessie Trimble propose que le nouveau club s'appelle le Lyceum Club et le nouveau comité s'arrange pour que Smedley rencontre Frances Balfour. À ce moment-là, le comité a décidé d'étendre son réseau pour de nouveaux membres, des écrivains aux femmes professionnelles et même aux filles ou épouses d'hommes éminents. Frances Balfour accepte de diriger le nouveau club dont elle est présidente pendant 15 ans.
Elle place une annonce dans le « English Women's Yearbook ». Smedley est la fondatrice de l'Association internationale des clubs Lyceum. Le club-house est situé au 128 Piccadilly où il y a une galerie d'art et le club offre non seulement un Gentlemen's club pour les femmes mais aussi des conseils pour la carrière des membres et une ouverture vers les autres clubs qui se développent dans le monde.

## Vie aux États-Unis
À partir de 1915, le couple passe sept ans aux États-Unis,.
Smedley meurt à West Wycombe, dans le Buckinghamshire, et est inhumée dans le cimetière paroissial St Lawrence.

## Œuvres
- (en) Constance Smedley, « The Civic Rights of the Married Woman », The Case for Women's Suffrage, Londres, T. Fisher Unwin,‎ 1907, p. 99-105 (OCLC 988635157).